# Osorkon II
Usermaatra Setepenamón Osorkon, u Osorkon II, fue faraón de la dinastía XXII de Egipto; reinó de 874 a 850 a. C. durante el Tercer periodo intermedio de Egipto. 
Esta dinastía, cuya capital es Tanis, al nordeste del delta del Nilo, es una de las dos de origen libio (la otra es la dinastía XXIII, en Bubastis). La época libia de la historia egipcia es compleja, prueba de ello es que hasta cinco reyezuelos gobernaron simultáneamente. 

## Biografía
Osorkon II fue hijo de Takelot I y Kapes; tuvo tres esposas: Karoma II Meritmut, Dyedmutesanj, e Isetemhebet y siete u ocho hijos, incluido Takelot II, que le sucede, y Nimlot II, sumo sacerdote de Amón (855 a 845 a. C.) Osorkon muere después de un reinado de 24 años y se le entierra en Tanis, en la necrópolis real, donde encontró su tumba Pierre Montet, en 1939.
Su reinado se caracterizó, al principio, por una renovación del poder real, situando a sus hijos en los puestos clave del país, pero rápidamente su influencia va a verse limitada. Hace restaurar el templo de Elefantina bajo el virrey de Kush (su nieto). Embellece el templo de Bastet en su ciudad de Bubastis y emprende también trabajos en Leontópolis, Menfis y Tanis. 
Osorkon II debe demostrar que es el verdadero soberano ante los pontífices de Tebas, que rechazan su legitimidad. Pero dicta un decreto por el cual concede a la ciudad de Tebas un estatuto de principado autónomo y acepta que su primo Horsiese I suceda a su padre Sheshonq II en el cargo de Sumo sacerdote de Amón. Esta concesión, que establece un precedente de transmisión hereditaria de cargos, debilita el poder del rey. Su decisión va a condenar a Egipto a permanecer dividida en dos y es el comienzo de la escisión, ya que en 870 a. C. Horsiese I se declara el rey de Tebas. A partir de la siguiente generación los herederos van a disputarse el poder, en linajes diferentes, y varios reyes gobernarán al mismo tiempo.
El tratado de alianza con Biblos es amenazado por la expansión de los reyes de Asiria, Assurnasirpal II (884 a 859 a. C.), y su hijo Salmanasar III (859 a 824 a. C.) que extienden sus fronteras desde el norte de Mesopotamia al Éufrates medio, hasta Siria, al Orontes y la costa de Amurru. Los reinos de Damasco e Israel se alían para proteger el norte de Siria de los nuevos invasores. 
En 853 a. C., Osorkon II envío un contingente de mil mercenarios egipcios para prestar ayuda a esta alianza y a Ben-Hadad II, el rey de Siria, con el fin de frenar la progresión asiria. El combate tiene lugar en el valle del Orontes cerca del pueblo de Karkar. Esto señala una nueva fase de la política exterior egipcia: la de apoyo a los reinos sirio-palestinos. Egipto gracias a esta alianza con los hebreos y sirios, va a resistir a los ejércitos asirios de Salmanasar III. Los reinos sirio-israelitas van a constituir en adelante la última defensa que protege a Egipto de la invasión Asiria.

## Testimonios de su época
Edificaciones

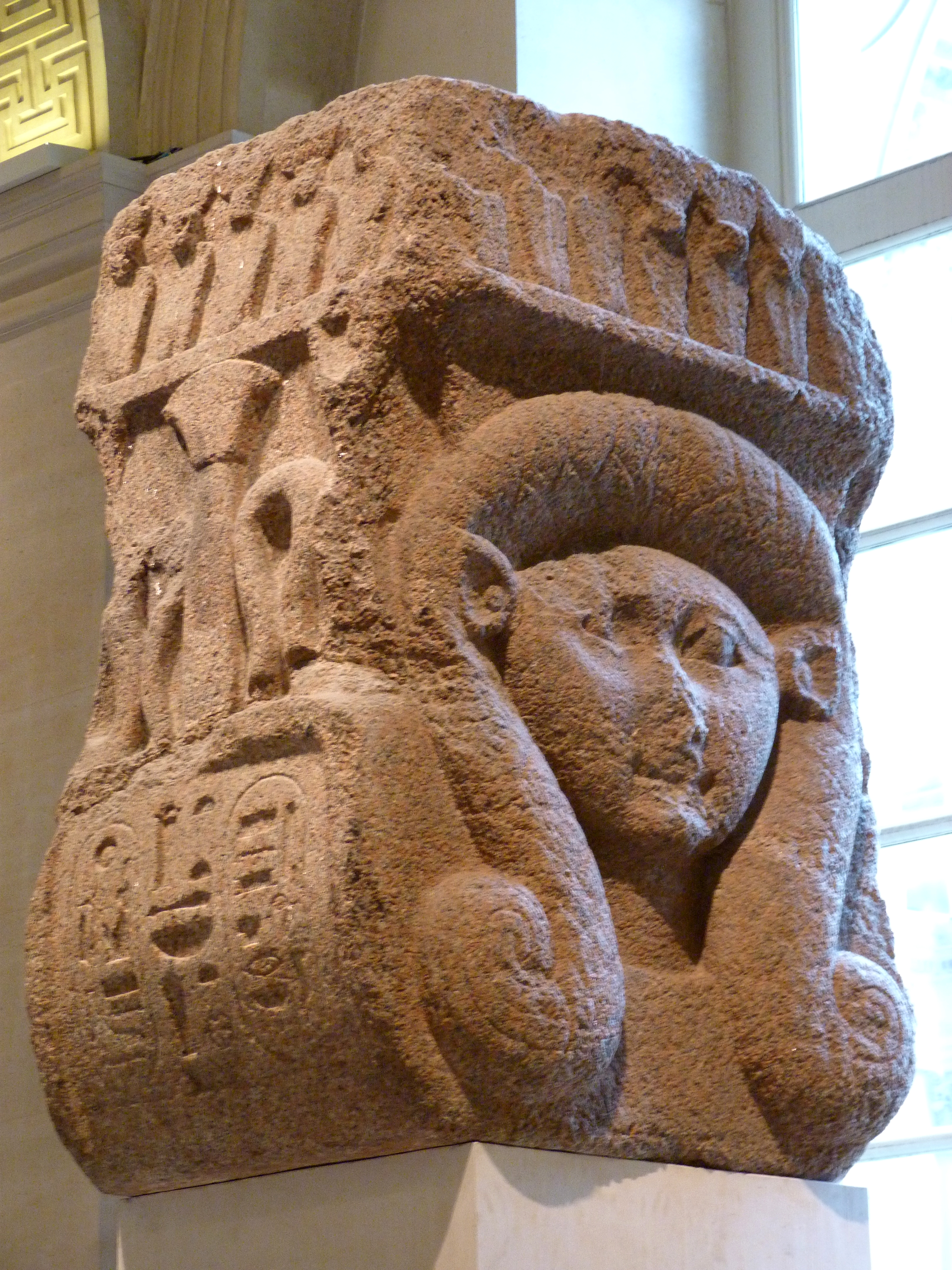
Capitel Hatórico del templo de Bubastis. Sala de Osorkon II. Louvre.

- Gran portada del templo en Bubastis con escenas del Heb Sed (Naville 1892, Arnold 1999:38-39)
- Elementos añadidos al gran templo de Amón en Tanis (Arnold 1999:38)
- Bloques del templo encontrados en Leontópolis (Arnold 1999:39)
- Santuario en Pithom (Arnold 1999:39)
- Puerta pequeña en Karnak (Arnold 1999:39)

Objetos
- Fragmento de un vaso canopo (Museo Petrie, UC16320)
- Base de una estatua, de Bubastis (?) (Museo Petrie)
- Ushebti de su esposa Mutemhat. (Museo Petrie)

## Titulatura
| Titulatura | Jeroglífico | Transliteración (transcripción) - traducción - (referencias) |

| G5 |

| G5 |

| E2 · D40 | C10 | U6 | N28 | m | R19 |

| E2 · D40 | C10 | U6 | N28 | m | R19 |

| E2 · D40 | C10 | U6 | N28 | m | R19 |

| E2 · D40 | C10 | U6 | N28 | m | R19 |

| G5 |

| G5 |

| E2 · D40 | C10 | U6 | N28 | m | R19 |

| E2 · D40 | C10 | U6 | N28 | m | R19 |

| E2 · D40 | C10 | U6 | N28 | m | R19 |

| E2 · D40 | C10 | U6 | N28 | m | R19 |

| Titulatura | Jeroglífico | Transliteración (transcripción) - traducción - (referencias) |

| G5 |

| G5 |

|  |

|  |

|  |

|  |

|  |

|  |

|  |

|  |

|  |

|  |

|  |

|  |

|  |

|  |

|  |

|  |

| G5 |

| G5 |

|  |

|  |

|  |

|  |

|  |

|  |

|  |

|  |

|  |

|  |

|  |

|  |

|  |

|  |

|  |

|  |

| G16 |

| G16 |

|  |

| G16 |

| G16 |

|  |

| G8 |

| G8 |

|  |

| G8 |

| G8 |

|  |

| N5 | F12 | H6 | M17 | mn · n | U21 · n |

| N5 | F12 | H6 | M17 | mn · n | U21 · n |

| N5 | F12 | H6 | M17 | mn · n | U21 · n |

| N5 | F12 | H6 | M17 | mn · n | U21 · n |

| N5 | F12 | H6 | M17 | mn · n | U21 · n |

| N5 | F12 | H6 | M17 | mn · n | U21 · n |

| N5 | F12 | H6 | M17 | mn · n | U21 · n |

| N5 | F12 | H6 | M17 | mn · n | U21 · n |

| N5 | F12 | H6 | M17 | mn · n | U21 · n |

| N5 | F12 | H6 | M17 | mn · n | U21 · n |

| N5 | F12 | H6 | M17 | mn · n | U21 · n |

| N5 | F12 | H6 | M17 | mn · n | U21 · n |

| N5 | F12 | H6 | M17 | mn · n | U21 · n |

| N5 | F12 | H6 | M17 | mn · n | U21 · n |

| N5 | F12 | H6 | M17 | mn · n | U21 · n |

| N5 | F12 | H6 | M17 | mn · n | U21 · n |

| i | mn · n · N36 | V4 | Aa18 | i | r · V31 · n |

| i | mn · n · N36 | V4 | Aa18 | i | r · V31 · n |

| i | mn · n · N36 | V4 | Aa18 | i | r · V31 · n |

| i | mn · n · N36 | V4 | Aa18 | i | r · V31 · n |

| i | mn · n · N36 | V4 | Aa18 | i | r · V31 · n |

| i | mn · n · N36 | V4 | Aa18 | i | r · V31 · n |

| i | mn · n · N36 | V4 | Aa18 | i | r · V31 · n |

| i | mn · n · N36 | V4 | Aa18 | i | r · V31 · n |

| i | mn · n · N36 | V4 | Aa18 | i | r · V31 · n |

| i | mn · n · N36 | V4 | Aa18 | i | r · V31 · n |

| i | mn · n · N36 | V4 | Aa18 | i | r · V31 · n |

| i | mn · n · N36 | V4 | Aa18 | i | r · V31 · n |

| i | mn · n · N36 | V4 | Aa18 | i | r · V31 · n |

| i | mn · n · N36 | V4 | Aa18 | i | r · V31 · n |

| i | mn · n · N36 | V4 | Aa18 | i | r · V31 · n |

| i | mn · n · N36 | V4 | Aa18 | i | r · V31 · n |